# Tandemschaltung
In der Tandemschaltung werden zwei Leuchtstofflampen in Reihenschaltung an einer Vorschaltdrossel bzw. einem Vorschaltgerät betrieben.

## Aufbau
Vorteile:
- Einsparung der zweiten Drossel

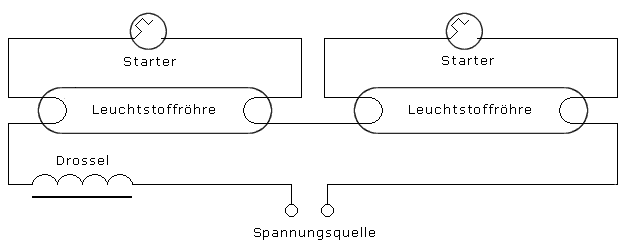
Tandemschaltung

- Herabsetzung der induktiven Blindleistung

Nachteile:
- Wenn eine Lampe ausgebrannt ist, blinkt bzw. erlischt die andere ebenfalls.
- Funktioniert bei 230 V Netzspannung nur bis ca. 2 × 22-W-Lampen.
- Da in beiden Lampen der Wechselstrom in gleicher Phasenlage fließt, leuchten sie zum selben Zeitpunkt im Nulldurchgang des Stromes nicht. Es ergibt sich der stroboskopische Effekt. Bei der Duoschaltung tritt eine Phasenverschiebung auf, wodurch immer eine der beiden Lampen Licht aussendet.
- Die Blindleistung ist zwar geringer als im Betrieb zweier getrennter Standard-Schaltungen, aber höher als bei der Duoschaltung.

Jede Lampe hat ihren eigenen Starter, welcher ein Spezialstarter für Tandemschaltung (mit geringerer Zündspannung als ein herkömmlicher Starter) sein muss. Beispiele: Osram ST151, ST172, Sylvania FS-22, Philips S2, SiS2 und S2-E. Diese Starter sind meist mit dem Aufdruck „für Serienschaltung“ oder „Series“ (englischer Begriff für Reihenschaltung) gekennzeichnet.
Normale Starter (ST111) sind nicht geeignet, da sich die Netzspannung auf beide aufteilt (kapazitiver Spannungsteiler durch die enthaltenen Entstörkondensatoren) und diese bei halber Netzspannung nicht zünden. Für die Drossel muss ebenfalls ein Spezialtyp für Tandemschaltung verwendet werden, damit der Nennstrom bereits bei einer geringeren Drosselspannung erreicht wird; ihr Scheinwiderstand liegt im Bereich der einer Drossel für eine einfache Leuchtstoffröhrenschaltung mit gleicher Gesamtleistung.